# قرض مدعوم حكوميا
القرض المدعوم حكوميًا يمكن وصفه ببساطة بأنه قرض يتمتع بدعم من الحكومة التي تحمي المُقرِضين من التخلُّف في الدفع، ومن ثمَّ تيسر كثيرًا على المُقرِضين تقديم القروض بأسعار فائدة منخفضة. والهدف الرئيسي من هذه القروض هو تمكين الأسر ذات الدخول المنخفضة والمشترين للمرة الأولى من امتلاك المنازل.
وهناك أنواع عديدة من القروض المدعومة حكوميًا، ويعتمد تنوعها على الدولة وحالة المقترضين. ولعل أكثر أنواع هذه القروض انتشارًا وشهرةً هو قرض إدارة الإسكان الفيدرالية (FHA) الذي بدأ تقديمه عام 1934.
تشمل الأنواع الأخرى أيضًا للقروض المدعومة حكوميًا، على سبيل المثال لا الحصر:
- برنامج الإسكان للمدرسين (Teacher Next Door Program)
- برنامج الجار الصالح (Good Neighbor Next Door)
- قرض المحاربين القدامى
- برنامج HOPE VI (الأمل 6)
- هيئة الرهن العقاري بولاية نيويورك – SONYMA
- برنامج CT-FAMILIES
- مبادرة الحلم الأمريكي للدفعات الأولية - ADDI

## وصلات خارجية
- “Office of Housing” (HUD.gov)